# Ephippiochthonius lagadini
Espèce
Synonymes
- Chthonius lagadini Ćurčić & Rađa, 2011

Ephippiochthonius lagadini est une espèce de pseudoscorpions de la famille des Chthoniidae.

## Distribution
Cette espèce est endémique de Macédoine du Nord. Elle se rencontre vers Lagadin.

## Description
La femelle holotype mesure 1,99 mm et le mâle paratype 1,67 mm.

## Étymologie
Son nom d'espèce lui a été donné en référence au lieu de sa découverte, Lagadin.

## Publication originale
- Ćurčić, Rađa, Dimitrijević, Ćurčić, Ilić & Pecelj, 2011 : Chthonius (Ephippiochthonius) lagadini n.sp. (Chthoniidae, Pseudoscorpiones), a new endemic epigean pseudoscorpion from Macedonia. Archives of Biological Sciences, vol. 63, no 4, p. 1251-1256.